# Rhinella castaneotica
Rhinella castaneotica é uma espécie de anfíbio da família Bufonidae. Pode ser encontrada na Bolívia, Brasil, Peru e Colômbia.